# Тіффані Джеймс
Тіффані Доннама Джеймс (англ. Tiffany Donnama James, нар. 9 жовтня 1997) — ямайська легкоатлетка, спринтерка, чемпіонка світу серед юніорів з бігу на 400 метрів (2016).
На дорослому чемпіонаті світу-2019 спортсменка здобула дві нагороди в жіночій (бронза) та змішаній (срібло) естафетах 4×400 метрів.